# Список 2 (химическое оружие)
Список 2 ОЗХО — перечень химических соединений, приведённый в приложении к Конвенции о запрещении химического оружия. В терминах Конвенции — это химические вещества, которые можно использовать как химическое оружие или которые могут быть использованы для получения химического оружия, но имеют ограниченное мирное применение, и поэтому могут легально производиться в небольших количествах. Примером может служить тиодигликоль, который можно использовать для получения ипритов, также используемый как растворитель в чернилах.
Производство веществ списка 2 должно быть задекларировано в ОЗХО согласно Части VII «Приложения о Проверках», их нельзя экспортировать в страны, не подписавшие Конвенцию о запрещении химического оружия.
Как и в других списках, они поделены на Часть A, представляющую собой собственно вещества, которые можно использовать как химическое оружие, и Часть B, содержащую прекурсоры химического оружия.
Химикаты, используемые как химическое оружие или его прекурсоры и не имеющие или почти не имеющие мирных применений, перечислены в Списке 1. В Списке 3 представлены ядовитые вещества, имеющие большое промышленное значение.

## Пояснения к Списку 2
При отнесении вещества, не указанного в Списке 1, к химикатам Списка 2 должны учитываться следующие критерии:
- оно представляет значительный риск для предмета и цели конвенции, поскольку оно обладает такой смертоносной или инкапаситирующей токсичностью, а также такими другими свойствами, что это позволяет использовать его в качестве химического оружия;
- оно может быть использован в качестве прекурсора в одной из химических реакций на конечной стадии образования химиката, включенного в Список 1 или часть А Списка 2;
- оно представляет значительный риск для предмета и цели конвенции в силу того, что оно имеет важное значение при производстве химиката, включенного в Список 1 или часть А Списка 2;
- оно не производится в больших коммерческих количествах для целей, не запрещаемых по конвенции.

«Диалкил (Ме, Et, n-Pr или i-Pr)» в описаниях означает любую из комбинаций: диметил, метилэтил, метилпропил, метилизопропил, диэтил, этилпропил, этилизопропил, дипропил, пропилизопропил, диизопропил.

## A: Отравляющие вещества
(1) Амитон: О,О-диэтил-S-[2-(диэтиламино)этил]тиофосфат и соответствующие алкилированные или протонированные соли. 
(2) Перфторизобутилен: 1,1,3,3,3-пентафтор-2-(трифторметил)-1-пропен.
(3) Хинуклидил-3-бензилат (BZ).

## B: Прекурсоры
(4) Соединения, за исключением перечисленных в Списке 1, содержащие атом фосфора, связанный с одной метильной, этильной или пропильной (нормальной или изо-) группой, но не с последующими атомами углеродной цепочки. Например:
метилфосфонилдихлорид;
диметилметилфосфонат.
Исключение: Фонофос: О-этил S-фенилэтилфосфонтиолтионат.
(5) N,N-диалкил (Me, Et, n-Pr или i-Pr)амидодигалоидфосфаты.
(6) Диалкил (Ме, Et, n-Pr или i-Pr)-N,N-диалкил (Me, Et, n-Pr или i-Pr)-амидофосфаты.
(7) Трёххлористый мышьяк.
(8) 2,2-дифенил-2-оксиуксусная кислота.
(9) Хинуклидин-3-ол.
(10) N,N-диалкил (Me, Et, n-Pr или i-Pr) аминоэтил-2-хлориды и соответствующие протонированные соли.
(11) N,N-диалкил (Me, Et, n-Pr или i-Pr) аминоэтан-2-олы и соответствующие протонированные соли.
Исключения: N,N-диметиламиноэтанол и соответствующие протонированные соли; N,N-диэтиламиноэтанол и соответствующие протонированные соли.
(12) N,N-диалкил (Me, Et, n-Pr или i-Pr) аминоэтан-2-тиолы и соответствующие протонированные соли.
(13) Тиодигликоль: бис(2-гидроксиэтил)сульфид.
(14) Пинаколиловый спирт: 3,3-диметилбутан-2-ол.